# 信濃大町站

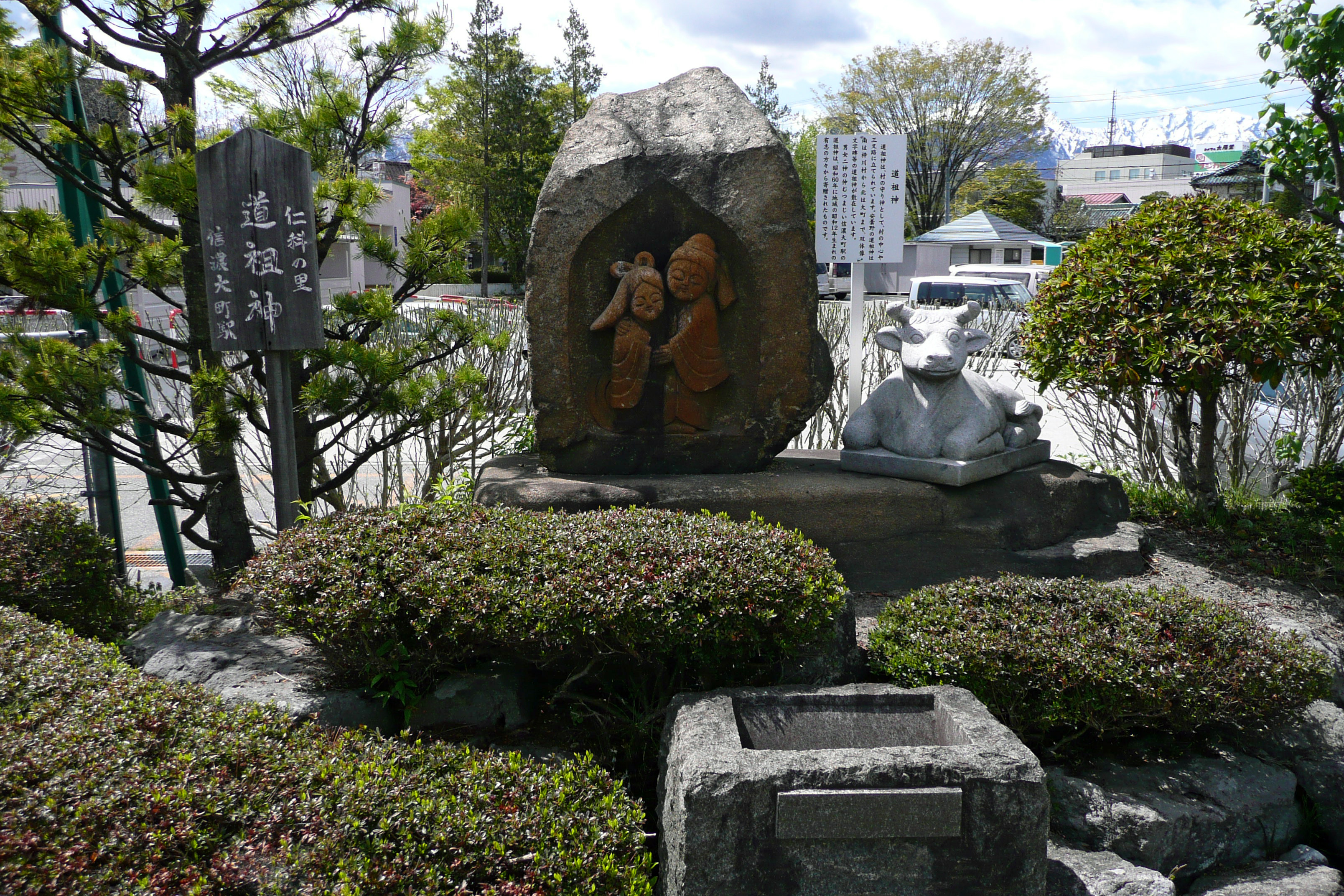
1號線月台設置的道祖神

信濃大町站（日语：／ Shinano-ōmachi eki */?）是屬於東日本旅客鐵道（JR東日本）大糸線的鐵路車站，位於日本長野縣大町市大町。特急在內的全部列車皆在本站停靠。自本站起北行（南小谷方）的列車均為單人運轉，而本站也是供夜間停泊的大糸線要所。

## 車站構造

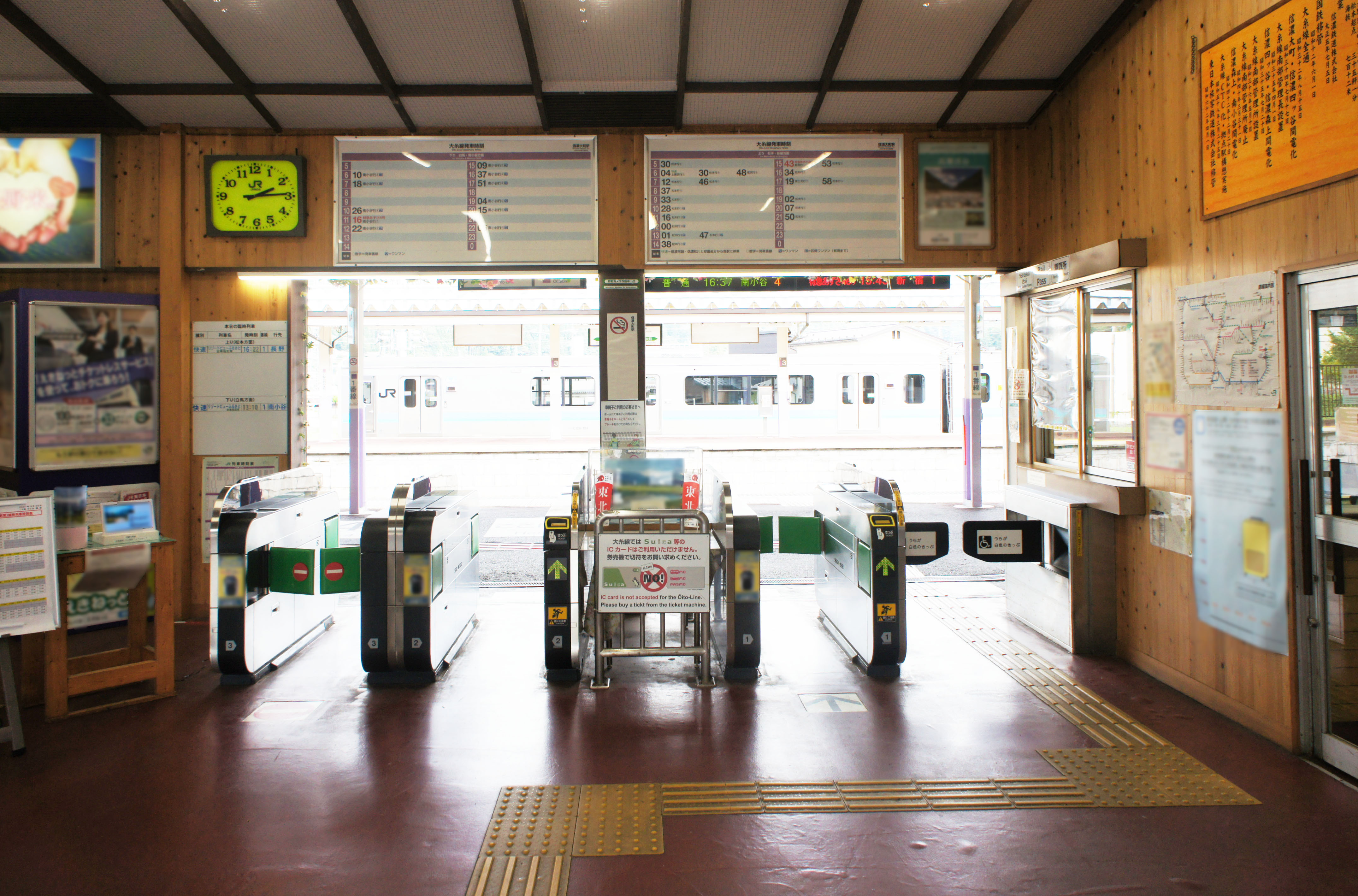
驗票閘口（2021年8月）
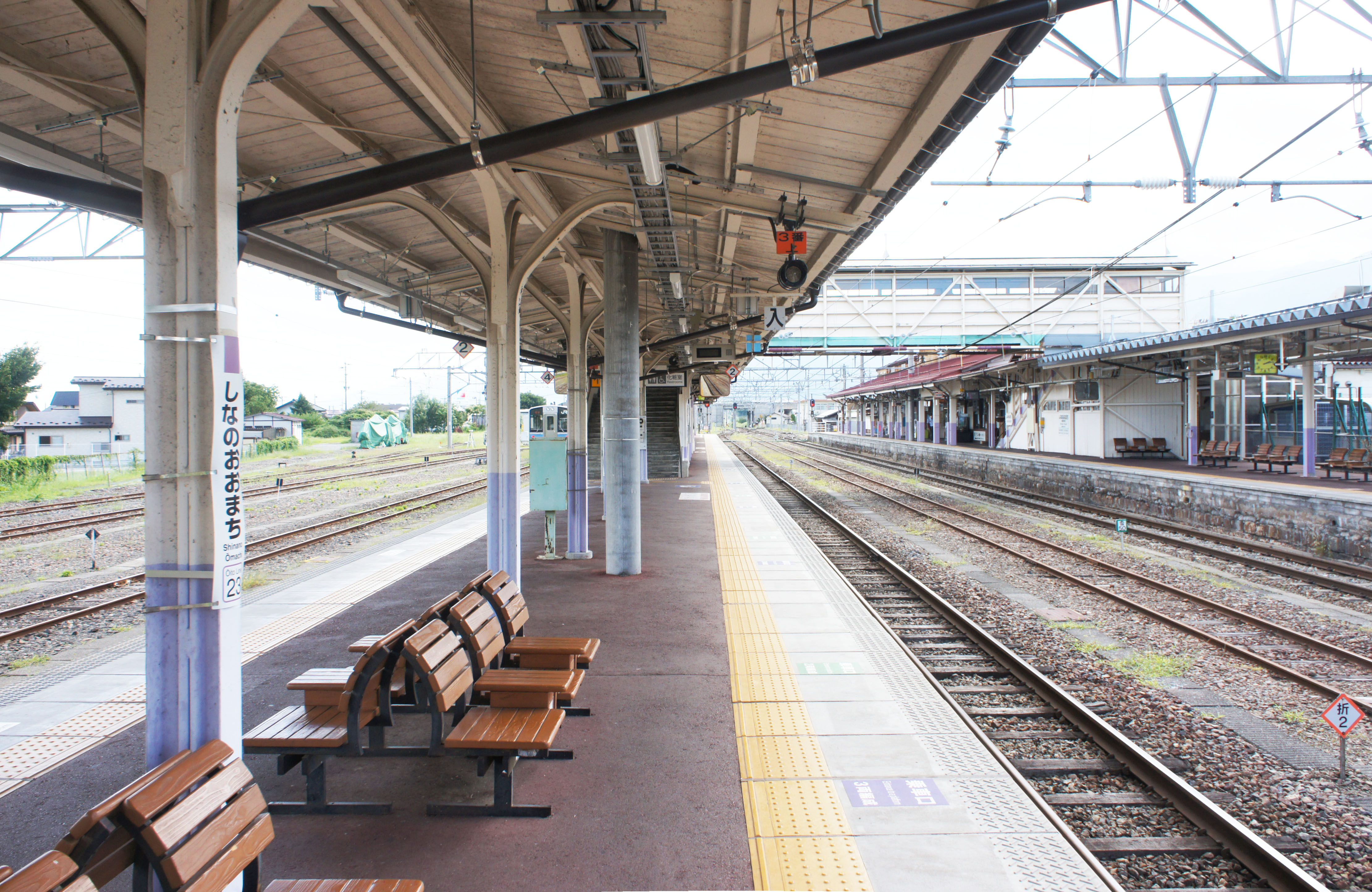
月台（2021年8月）

本站為島式月台1面2線與側式月台1面1線、合計2面3線的地上車站。站房面向單式月台1號線，島式月台為3、4號線。2號線為無月台的留置線。
本站為終日社員配置站。站内部有綠色窗口（營業時間:5:30-20:00）、自動售票機、指定席售票機及自動驗票閘口（不對應Suica）。

### 月台配置
| 月台    | 路線    | 方向 | 目的地                   |
| ------- | ------- | ---- | ------------------------ |
| 1、3、4 | ■大糸線 | 下行 | 白馬、南小谷、糸魚川方向 |
| 1、3、4 | ■大糸線 | 上行 | 穗高、松本、新宿方向     |

## 利用狀況
- 2008年度1日平均乘車人員為1,261人。

## 車站周邊
大町市的中心車站、立山黑部阿爾卑斯山脈路線的長野縣側玄關口。
- 塩之道博物館
- 山岳博物館
- 國道147號
- 大町郵便局
- 大町税務署
- Hokuto大町中心
- 昭和電工大町事業所

## 巴士路線
川中島巴士
- 美麻、長野站行
- 大町溫泉郷、日向山高原、扇澤站行（北阿爾卑斯交通共同運行(※：至2009年12月15日為此松本電氣鐵道亦有參與共同運行。[1])／冬季至日向山高原止）

大町市民巴士（號）
詳細参照相關記事
全路線休日與12月29日－1月3日休息
中央高速巴士
- 新宿高速巴士總站行

## 歷史
- 1916年（大正5年）7月5日－信濃鐵道 仏崎-本站間開通同時開業。為一般站。
- 1937年（昭和12年）6月1日－信濃鐵道國有化、成為國鐵車站。
- 1987年（昭和62年）4月1日－國鐵分割民營化、成為JR東日本與日本貨物鐵道（JR貨物）車站。
- 1990年（平成2年）2月28日－貨物列車發着的最終日。
- 1999年（平成11年）3月31日－JR貨物車站廢止、貨物取扱終了。
- 2006年（平成18年）3月25日－自動改札機設置。
- 2008年（平成20年）6月19日－3、4號線月台設置候車室。
- 2008年（平成20年）11月－指定席售票機設置。

## 相鄰車站
東日本旅客鐵道
■大糸線
- 特急「梓」、臨時快速列車「Resort View故鄉」停車站

□快速（松本方向，只限上行1班運行） 
信濃常盤 ← 信濃大町
□快速（南小谷方向，只限上行1班運行） 
信濃大町 ← 信濃木崎
■普通
南大町－信濃大町－北大町

## 外部連結
- JR東日本－信濃大町站 （页面存档备份，存于）（日語）